# Ioan Al. Barbu
Ioan Al. Barbu este un  publicist și istoric român. A scris un itinerar al orașului Vâlcea, o istorie a holocaustului în România în colaborare cu Gheorghe Smeoreanu, publicistică.

## Opera
- http://bibliophil.bibliotecamm.ro Arhivat în 21 mai 2013, la Wayback Machine. (Autor: Barbu, Ioan)
- http://catalog.loc.gov/cgi-bin/Pwebrecon.cgi?DB=local&PAGE=First (Author: Barbu, Ioan)
- http://87.248.191.120:8081/app?page=opac/SearchForm&service=page Arhivat în 3 august 2009, la Wayback Machine. : Nume persoană: barbu, i.
- Literatura și Arta (Chișinău) (anii 1990- prezent)